# Protobulgaren

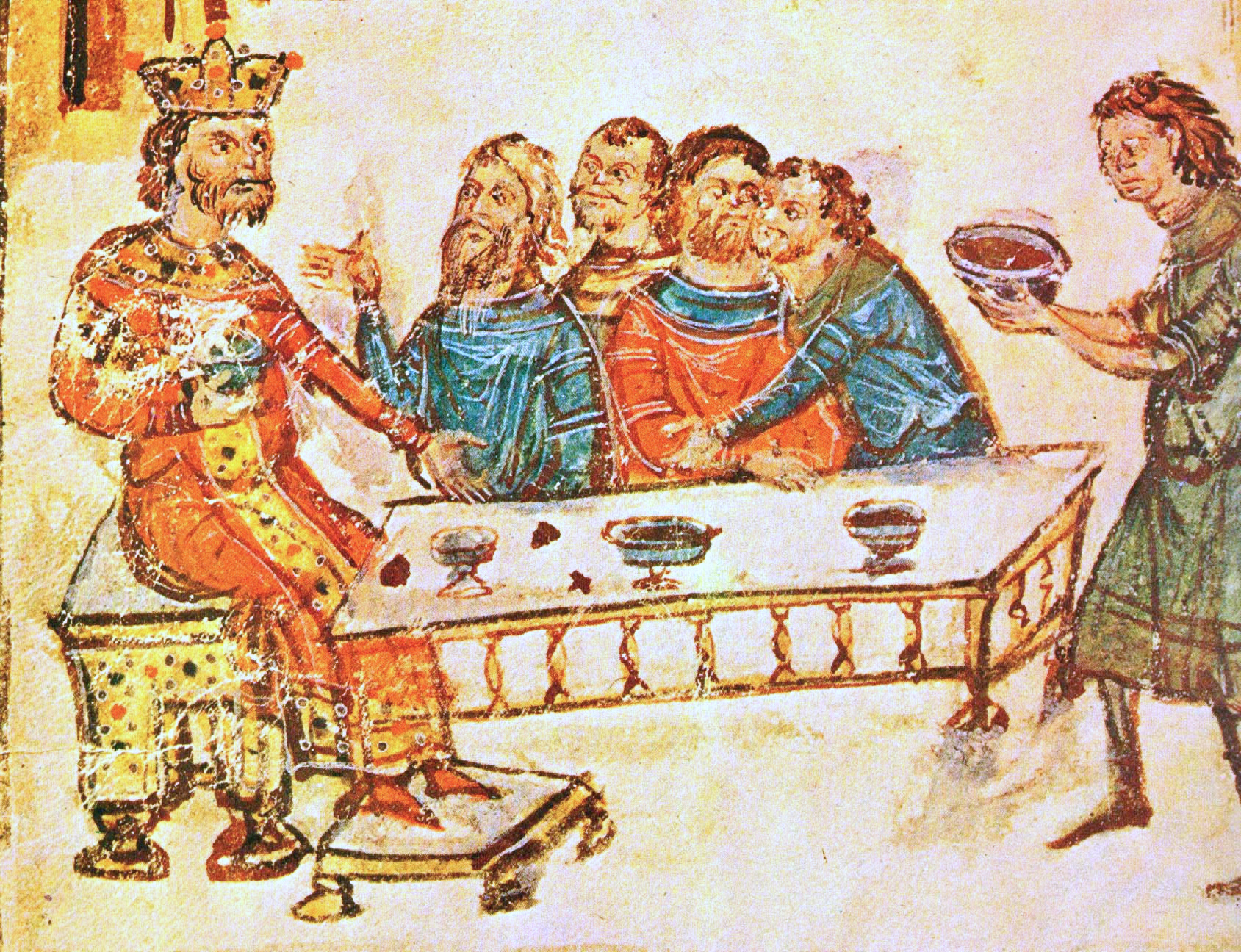
Khan Krum, Herrscher Anfang des 9. Jahrhunderts (Darstellung des 14. Jahrhunderts)

Protobulgaren (gelegentlich auch Ur-Bulgaren oder Hunno-Bulgaren) ist eine wissenschaftliche Bezeichnung für diverse, vor allem turksprachige Stammesverbände der eurasischen Steppenzone, die seit dem 5. Jahrhundert in den Schriftquellen unter dem Ethnonym „Bulgaren“ erscheinen. Ihre Sprache wird als Bolgarische Sprache bezeichnet. Größere Reichsgründungen gelangen den Protobulgaren östlich und westlich des Asowschen Meeres (Megale Boulgaria, siehe Großbulgarisches Reich), auf dem Balkan (Erstes Bulgarisches Reich, Khaganat von Bitola) und an der mittleren Wolga (Wolga-Kama-Bulgarien). Die auf den Balkan eingewanderten Protobulgaren wurden im Frühmittelalter (7.–10. Jahrhundert) slawisiert. Sie nahmen im 9. Jahrhundert das Christentum an und werden zu den Vorfahren der heutigen (slawisch-sprachigen) Bulgaren gezählt. Die Wolgabulgaren in Russland hingegen nahmen im 10. Jahrhundert den Islam an.

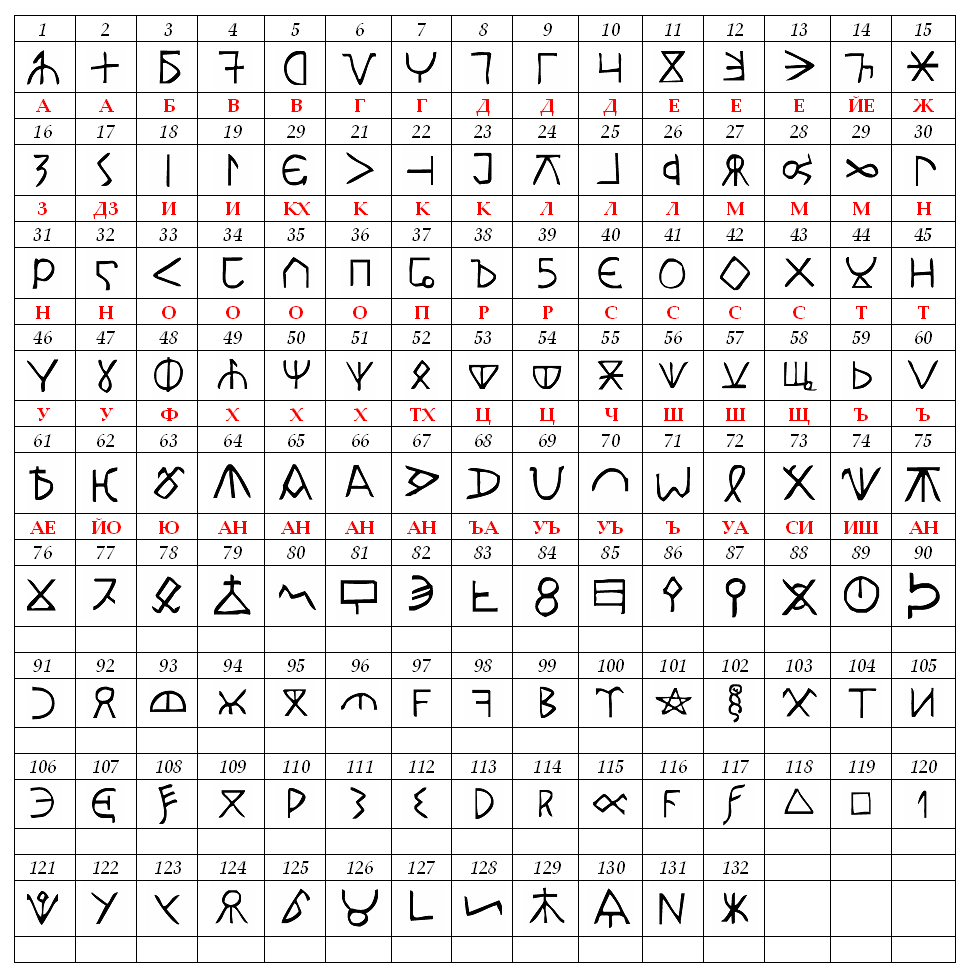
Protobulgarische Schrift

## Ethnonym
Über die Bedeutung des Volksnamens „Bulgaren“ (griech. Βούλγαροι) gibt es zahlreiche Theorien. Man leitete ihn oft vom Flussnamen der Wolga (Wolgaren) ab. Am verbreitetsten ist die Theorie, dass sich der Name „Bulghar“ aus dem protobulgarischen „bulganmış“ ableitet, was „vermischt“ bedeutet und auf eine Föderation ethnisch heterogener Verbände hindeutet.
Einige bulgarische Forscher wie Nikolaj Owtscharow und Georgi Bakalow zählen die Protobulgaren zu den Nachfahren der antiken Baktrer, die die Region um Balch besiedelten, wovon auch der Name abgeleitet sei (Balkhar – Bolgar); dies stellt jedoch eine Minderheitsmeinung dar. Andere wiederum sehen die Protobulgaren als Stämme des Hunnenreiches (die so genannten Hunno-Bulgaren), die sich nach der Schlacht am Nedao in östliche Richtung zurückzogen und sich an der unteren Wolga niederließen. Allgemein sind viele Punkte in der Forschung bis heute umstritten.

## Geschichte

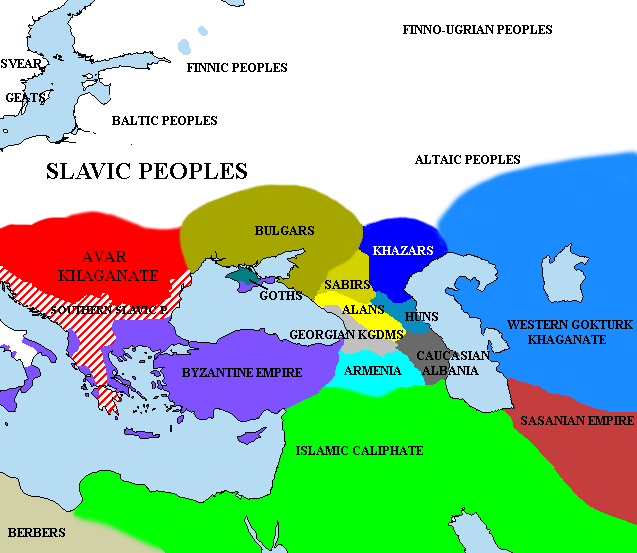
Großbulgarien um 650

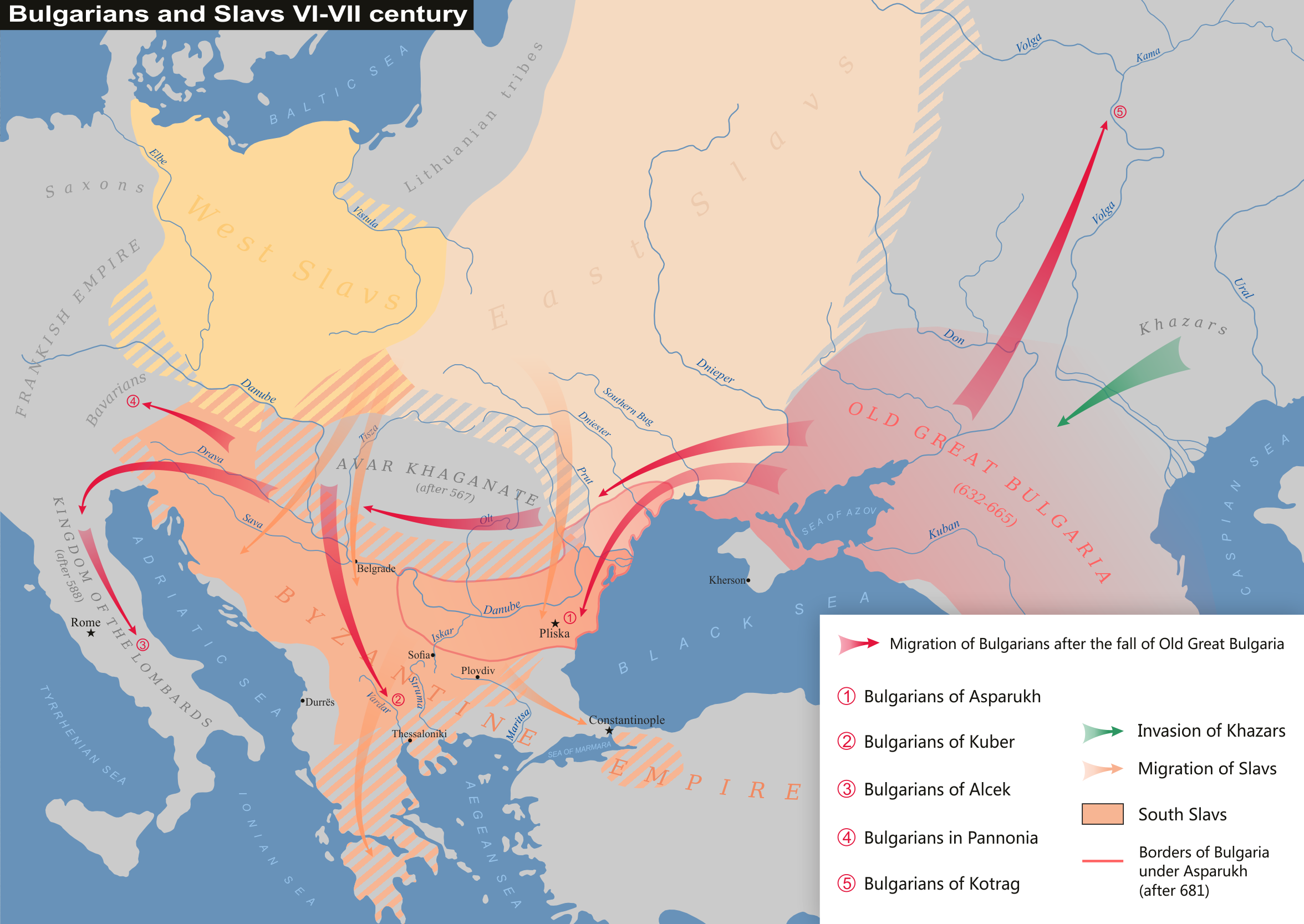
Wanderungen der Protobulgaren nach dem Zerfall Großbulgariens

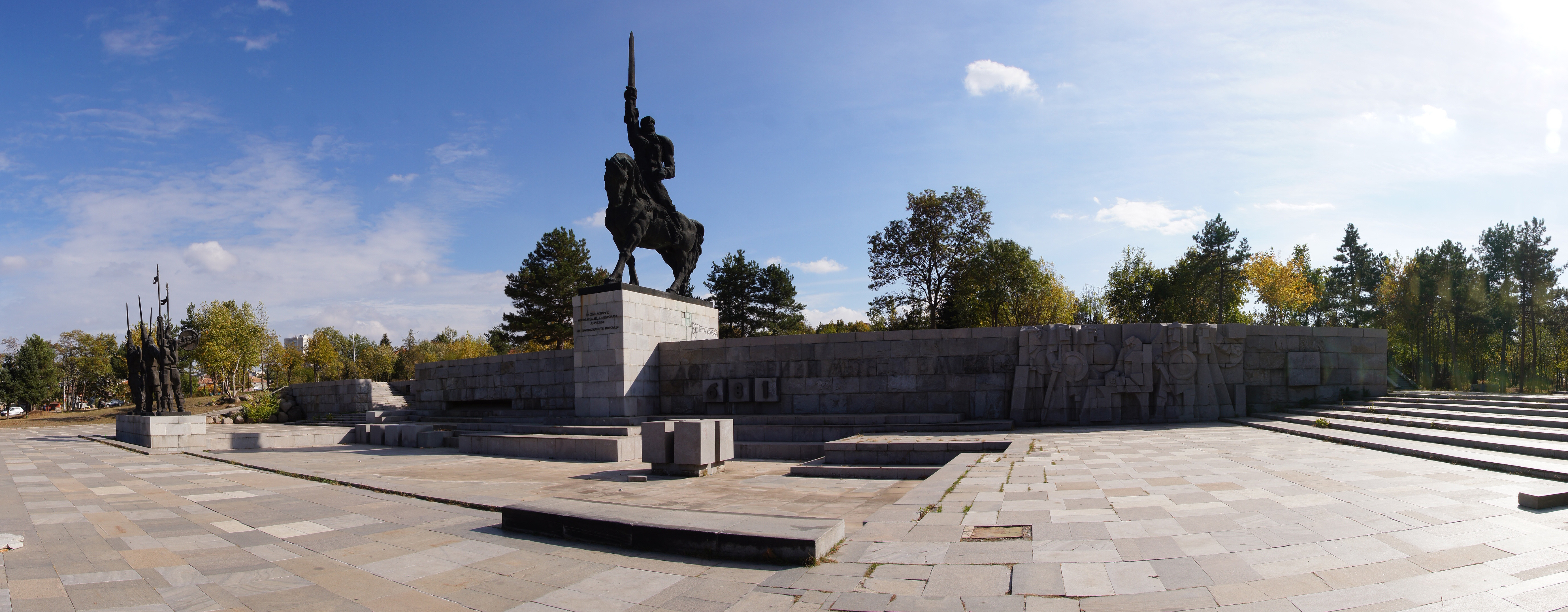
Denkmal für Khan Asparuch in Dobritsch

Bei den Protobulgaren handelte es sich wohl um turksprachige Nomadenstämme aus Zentralasien. Ihre genaue Herkunft ist jedoch bis heute nicht restlos geklärt. Nach Ansicht mancher Forscher sollen sie sich im 5. Jahrhundert mit den Hunnen zusammengeschlossen haben, was aber unsicher ist. Nach dem Tod des hunnischen Führers Attila (453) und dem Zerfall des Hunnenreiches ließen sich die Protobulgaren möglicherweise in der pontischen Steppe (südrussische Steppe) nördlich des Schwarzen Meeres und in Mittelasien nieder. Dazu kamen finno-ugrische beziehungsweise ural-altaische Stämme. Ihnen schlossen sich die (wohl zu den Turkvölkern gehörenden) Saraguren und Onoguren an, die um 463 von den sprachverwandten Sabiren aus ihrer Heimat im heutigen Westsibirien und Kasachstan nach Westen verdrängt worden waren. Die neue „Liga“, der auch alanische Elemente angehörten, stand unter der Führung des Attilasohnes Ernak (zumindest der bulgarischen Fürstenliste zufolge).
In der neueren Forschung sind viele Punkte hinsichtlich des Ursprungs und der Entwicklung der Protobulgaren allerdings umstritten. So werden viele der älteren Erklärungsmodelle kritischer betrachtet sowie auf die dünne und teils widersprüchliche Quellenlage hingewiesen. Erstmals gesichert werden die Bulgaren erst Ende des 5. Jahrhunderts im Donauraum erwähnt.
Problematisch ist unter anderem auch die Rolle der Kutriguren und Utiguren beim Prozess der Ethnogenese der Protobulgaren. Legendenhaft ausgeschmückten Berichten in den Quellen zufolge sollen die Kutriguren und Utiguren von den Resten der Hunnen abstammen, was aber unsicher ist. Um 550 kam es zu Kämpfen zwischen ihnen, vorangetrieben von oströmischer Seite; sie wurden schließlich von den Awaren besiegt. Teile dieser Gruppen mögen sich später den Protobulgaren angeschlossen haben oder bereits mit ihnen identisch gewesen sein, doch ist dies unklar. In den spätantiken Quellen (Hauptquelle hierfür ist Prokopios von Caesarea) werden diese Gruppen auch nicht als Bulgaren bezeichnet.
Kurz vor 558 wurden die Protobulgaren von den Awaren besiegt. Einige schlossen sich den Awaren an und zogen mit diesen weiter westwärts. Große Teile der Protobulgaren, „Hunnen“ (der Name bezeichnet in den Quellen oft schlicht „barbarische Völker“ aus der Region nördlich des Schwarzen Meeres) und der anderen Reiternomaden verblieben aber in den südrussischen Steppen. Im Jahr 635 erhoben sich die Protobulgaren-Onoguren unter Khan Kubrat (auch Kobrat, von qobrat – „sammle das Volk“) mit Erfolg gegen die Herrschaft der Awaren. Kubrat vereinte die Völker zum Großbulgarischen Reich (griechisch Η παλαια μεγαλη Βουλγαρια; megale Boulgaria – „Großbulgarien“). Mit Byzanz war er verbündet. Aus diesem Anlass bekam Kubrat vom byzantinischen Kaiser Herakleios den Ehrentitel Patricius.
Das Großbulgarische Reich an der Nordküste des Schwarzen Meeres reichte von der Maeotis bis nach Kuban. Hauptstadt war Phanagoria am Asowschen Meer unweit des heutigen Taman. An der Spitze des Reiches stand der Khan und an dessen Seite wurde ein Rat der Adligen (Große Boilen) errichtet. Zweiter Mann im Reich war der Kawkhan (hatte mehrere Funktionen inne, unter anderem Oberster Befehlshaber der Streitkräfte und Diplomat), dritter der Itschirgu-Boil (Verwalter der Hauptstadt und Befehlshaber der hauptstädtischen Garnison). Als höchste Verwaltungsbeamte und militärische Kommandanten übten sie eine Doppelfunktion aus, die in den nachfolgenden Stufen der administrativen Hierarchie ihre Fortsetzung findet. Einige Theorien sehen in dem mittelalterlichen Adelstitel Boljaren eine slawisierte Ableitung des urbulgarischen Titel Boil. Das Großbulgarische Reich wurde jedoch schon in der zweiten Hälfte des 7. Jahrhunderts von den ebenfalls turkstämmigen Chasaren vernichtet.
Kubrats ältester Sohn Batbajan hatte sich den Chasaren unterworfen und blieb in der alten Hauptstadt Phanagoria. Seine vier Brüder aber spalteten sich mit bedeutenden Stammesteilen ab. Die nordwärts ziehenden Protobulgaren unter der Führung von Kotrag, des zweiten Sohn von Kubrat, gründeten das Reich der Wolgabulgaren mit ihrer Hauptstadt Bolgar. Das Reich der Wolgabulgaren existierte bis zum Anfang des 13. Jahrhunderts, als es von der Goldenen Horde der Mongolen besiegt wurde. Das Volk der Tschuwaschen sieht sich als Nachfolger eines Teils der Wolga-Bulgaren. Ein anderer Teil verschmolz mit den Kasan-Tataren, die sich noch bis ins späte 19. Jahrhundert als „İdil Bulgarları“ (İdil = Wolga; Bulgarlar = Protobulgaren) und nicht als „Tatarlar“ (Tataren) bezeichneten.
Die nach Südwesten ziehenden Teile unter Kubrats Sohn Asparuch überquerten die Donau und verbündeten sich (nach anderer Meinungen unterwarfen) mit der lokalen slawischen Bevölkerung der Seweren und den Sieben Stämmen und errichteten im Jahr 679 das Donaubulgarische Reich mit der Hauptstadt Pliska. Asparuch gilt daher als Gründer des heutigen Bulgarien auf dem Balkan. Dieses bulgarische Reich war das erste Reich, dem ein byzantinischer Kaiser Tribut zahlen musste, was als große Schmach in Konstantinopel empfunden wurde. Obwohl vom byzantinischen Kaiser Konstantin IV. vertraglich anerkannt, belagerten die Bulgaren mehrfach Konstantinopel (705 und 813) und dehnten unter Krum (802–814) ihr Reich nach Westen bis zur Theiß aus. Im Jahr 718, während des Zweiten Angriffs der Araber auf Konstantinopel, schickte jedoch Khan Terwel seine Armee dem byzantinischen Kaiser Leo III. zu Hilfe, was mit zur Aufhebung der arabischen Belagerung beitrug. Bis zum Einbruch der Ungarn im Jahr 895 umfasste das Bulgarenreich faktisch den gesamten nicht-byzantinischen Balkan und reichte im Norden nach dem Sieg über die Awaren bis nach Budapest.

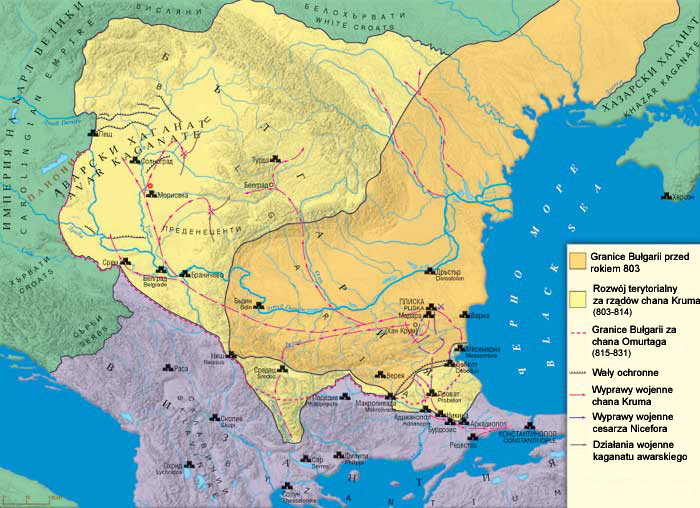
Das Donaubulgarische Reich unter Khan Krum

Die beiden jüngsten Söhne Kubrats, Kuwer (Kuber) und Alzek, zogen mit ihren kleineren Stammesverbänden ebenfalls Richtung Westen und schlossen sich in Pannonien (Ungarn) den Awaren an. Nach einer misslungenen Revolte gegen die Stammesführung trennten sich ihre Wege wieder. Schon 680 zog Kuwer Richtung Süden zusammen mit Teilen der Sermesianoi, Nachfahren der römischen Provinzialbevölkerung in Pannonien, und den von den Awaren bereits 626 verschleppten und in Pannonien angesiedelten römischen Gefangenen. Er ließ sich im unbesiedelten Gebiet um Bitola in Makedonien nieder, das zum byzantinischen Thema Thessalonike gehörte, wo Kuwer ein Khaganat errichtete, welches gelegentlich in der Geschichtsschreibung als Westbulgarisches Reich bezeichnet wird. Unter Khan Malamir und Khan Presian I. vereinigten sich die Kuwerbulgaren mit dem Bulgarenreich von Asparuch. Im Jahr 1000 sollte seine Hauptstadt unter Zar Samuil und seinen Nachfolgern auch Hauptstadt ganz Bulgariens werden.
Alzek zog weiter westlich, überquerte im Jahr 667 die Alpen und zog friedlich nach Norditalien in die Gegend um Ravenna. So berichtet der Geschichtsschreiber Paulus Diaconus über die Ankunft von Vulgarum dux Alzeco nomine, der aus unbekannten Gründen, jedoch in friedlicher Absicht mit seinem Heer nach Italien gekommen war. Die Gastfreundschaft der Römer sei aber nur eine Tarnung gewesen. Im selben Jahr mussten die Protobulgaren bei mehreren Hinterhalten um ihr Überleben kämpfen. Daher zogen sie immer weiter südwärts, bis sie schließlich das Herzogtum Benevent erreichten. Paulus Diaconus berichtet weiter, dass dort Khan Alzek von dem Langobardenkönig Grimoald empfangen wurde. Alzek wurde die Region Molise zugesprochen, unter der Voraussetzung, dass er auf seinen Titel dux und Herrschaftsanspruch verzichtet, da Grimoald selbst dux von Benevent war. Noch heute tragen in ganz Italien Berge, Regionen, Dörfer, Flüsse und Familien protobulgarische Namen oder die Bezeichnung „Bulgaren“. Beispiele dafür sind der italienische Hersteller von Luxusartikeln Bulgari, Bartolomeo Bulgarini, Kardinal Pietro Bulgaro, der Name del Bulgaro oder die Gemeinden Bulgarograsso und Celle di Bulgheria.
Das kulturelle Erbe der Protobulgaren blieb in einer Reihe von Baudenkmälern erhalten, so in rund 100 gemeißelten Schriftdenkmäler mit protobulgarischer Kerbschrift aus der Zeit des Donaubulgarischen Reiches oder in bildlichen Darstellungen. Einige wie der Reiter von Madara sind zum UNESCO-Weltkulturerbe ernannt worden.
In Bulgarien und Nordmazedonien verschmolzen die Protobulgaren vor allem mit slawischen Stämmen und den Resten der römischen Provinzialbevölkerung zum heutigen Volk der Bulgaren. Die relativ dünne protobulgarische Herrscherschicht ging in der Bevölkerungsmehrheit der vier unterworfenen Slawenstämme rasch auf, jedoch wurde erst nach der Christianisierung der Protobulgaren und Slawen kein Unterschied mehr zwischen ihnen gemacht. Die Protobulgaren regierten das Donaubulgarische Reich, bis es im Jahr 1018 unter byzantinische Herrschaft fiel.

## Theorien zur Herkunft der Protobulgaren
Bis heute ist sich die Forschung über die Herkunft der Protobulgaren nicht einig. Die heute vorherrschende These geht von einer turkstämmigen Herkunft aus.
Die Erforschung der Protobulgaren begann im Jahre 1832 damit, dass Christian Martin Frähn bei der Interpretation arabischer Nachrichten über die Wolgabulgaren den Namen des Asparuch als persisch einordnete. Mit dem Werk von Wassil Slatarski Geschichte der Bulgaren I: Von der Gründung des bulgarischen Reiches bis zur Türkenzeit (679–1396) aus dem Jahre 1918 setzte sich der Autor für eine mögliche hunnische Abstammung ein. Diese These fand in Bulgarien bis zur Machtübernahme der Kommunisten 1945 große Verbreitung und wurde auch in den Schulbüchern niedergeschrieben. Während der kommunistischen Ära wurde diese Meinung durch die Überlegung einer möglichen Abstammung von den Turkvölkern ersetzt. Die ältere These baut ihre Erkenntnisse vor allem auf die archäologische Forschung auf und schließt einen möglichen Einfluss der Turkvölker, etwa auf die Titulatur und Grabbeigabe aus. Wesselin Beschewliew rollte im Jahre 1967 mit zwei Artikeln über die Abstammung der Bulgaren die Diskussion darüber auf. Darin akzeptierte er zwar die turkische Abstammung der Protobulgaren, machte aber gleichzeitig auf iranische Einflüsse aufmerksam, die andere Experten für eher gering im Vergleich zum turksprachlichen Substrat halten.
Seit dem Ende der 1980er Jahre verstärken sich vor allem in Bulgarien die Forschungen zur Unterstützung der indo-iranischen These. So gilt heute der früher u. a. von Rüdiger Schmitt und Steven Runciman diskutierte, zumindest partielle kulturelle Einfluss iranischer Völker auf die Protobulgaren als gesichert. Auch die Encyclopædia Iranica weist auf den kulturellen Einfluss hin, vor allem auf die mitteliranischen Namen Asparuch („der mit dem scheinenden Pferd“) und Berzmer (von persisch Burzmehr, „Hochgelobter Mithras“), sowie die Figur des „Madara-Reiters“, welche in der Nähe der Ruinen von Pliska in Stein gemeißelt ist und angeblich sehr stark an die „Naqše Rustam“-Felsreliefs der persischen Sassaniden erinnert. Ebenso weist die Bulgarische Fürstenliste iranische Züge auf. Neue archäologische Erkenntnisse weisen zudem mögliche zoroastrische Feuertempel unter den Hauptkirchen in den Hauptstädten Pliska und Preslaw nach. Nach Ansicht einiger bulgarischer Forscher wie dem Historiker Georgi Bakalow, standen die Protobulgaren nicht nur unter iranischem Einfluss, sondern hatten antike indo-iranische Wurzeln. Laut Bakalow standen die Bulgaren später unter Einfluss der turkischen Stämme der Göktürken und übernahmen von ihnen Titulatur und den gesellschaftlichen Aufbau. Diese These findet aber in westeuropäischen Fachkreisen wenig Beachtung.

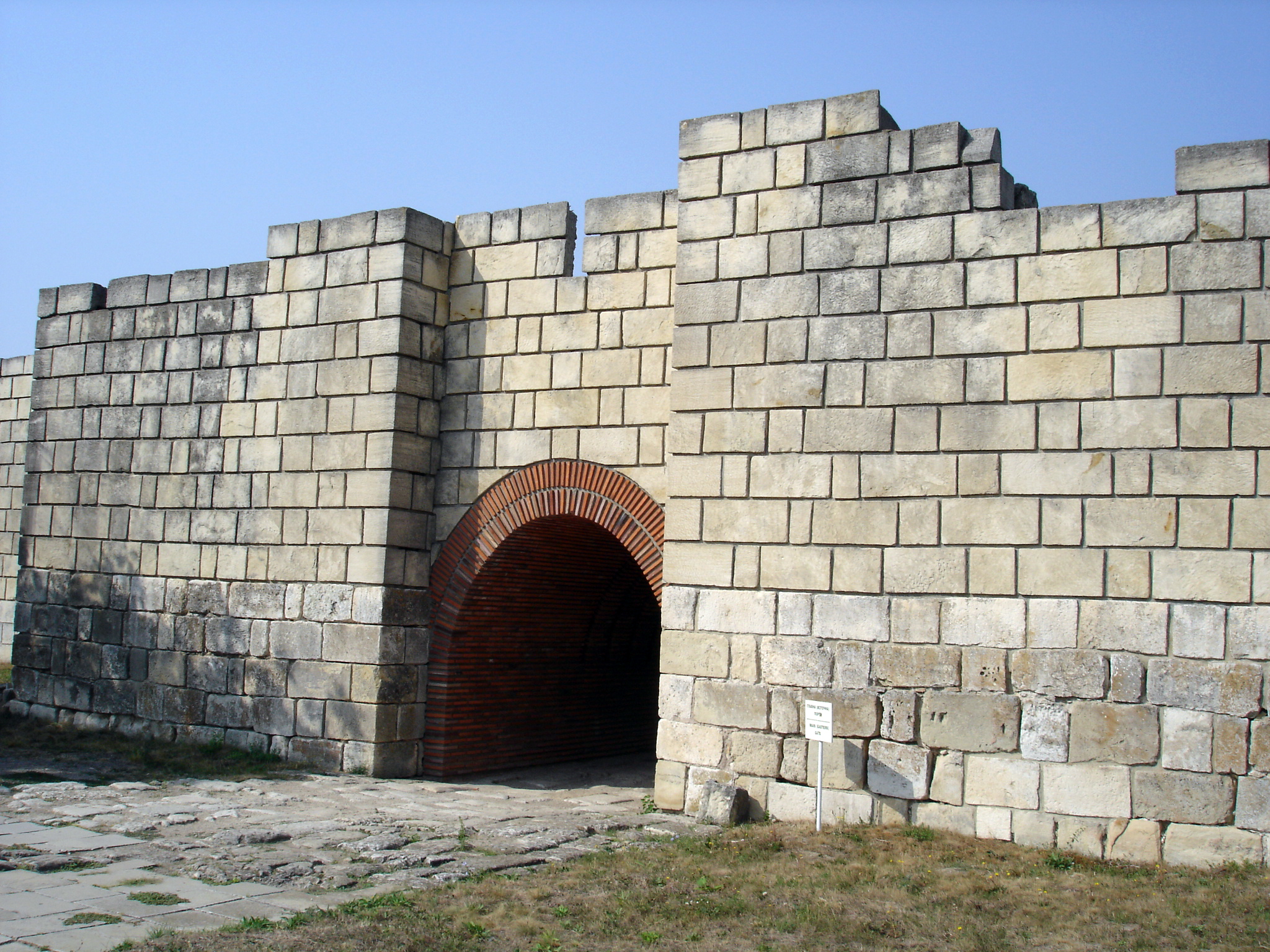
Die alte bulgarische Hauptstadt Pliska

Neuere Arbeiten Petar Dobrews, mit denen er die Protobulgaren erneut mit indogermanischen Stämmen Zentralasiens in Verbindung bringt, sind in Bulgarien sehr populär, werden aber im Ausland als spekulativ kritisiert, da Dobrew ausschließlich Elemente wie etwa einige Namen berücksichtigt und andere Erkenntnisse über die Protobulgaren unberücksichtigt lässt. Dabei wurden die Protobulgaren mit den antiken Pamir-Völkern und ihren Sprachen sowie mit dem Avestischen und Sanskrit in Verbindung gebracht, vor allem mit dem antiken Baktrien. Dabei beziehen sich diese Theorien auf eine deutlich frühere Zeitspanne als die Zeit der protobulgarischen Wanderung nach Europa. In Expertenkreisen finden diese Theorien jedoch wenig Zustimmung.
Die Protobulgaren hatten eine eigene Runenschrift, einen eigenen Kalender und eine eigene Religion, deren oberste Gottheit der Himmelsgott Tangra war. Neben der obengenannten Theorie existieren andere, vor allem in Bulgarien weit verbreitete Thesen, die die Turkabstammung der Protobulgaren sowie eine mögliche Verbindung des protobulgarischen Gottes Tangra mit dem von antiken Turkvölkern verehrten Gott Tengri ablehnen. Der Autor Schiwko Woinikow geht von einer angeblichen, aber sehr fragwürdigen Herkunft vom sumerischen Begriff für „Gott“ Dingir (sumerisch: 𒀭, , später ) aus.

## Religion
Die Protobulgaren hatten ursprünglich eine Religion, die durch Schamanismus und Ahnenkult geprägt war. Oberster Gott war der Himmelsgott Tangra. Es könnte sich dabei um eine Namensvariation des alttürkischen Himmelsgottes Tengri handeln. Tangra wird in nahezu allen protobulgarischen Runeninschriften erwähnt. Als Opfergabe an den Himmelsgott wurden weiße Pferde bevorzugt. Mit dem Eingeweide der geopferten Tiere wurde gewahrsagt.
Aufgrund der traditionellen Verehrung von Bergen (z. B. Khan Tengri) erhielt der höchste Berg auf dem Balkan den Namen des Gottes Tangra. Er wurde erst im 15. Jahrhundert von den Osmanen in Musala umbenannt. Es wurden auch kleinere Berge verehrt, wie etwa der Perperikon, der jedoch schon vor den Protobulgaren ein heiliger Ort für die Thraker und andere ansässige Völker gewesen war. Am Hang dieses Berges befinden sich noch heute gut erhaltene Kultbauten, die dem altgriechischen Weingott Dionysos (bei Thrakern Zagreus) gewidmet waren. Auf dem höchstgelegenen Felsen von Perpenikon findet man protobulgarische Runeninschriften mit einem Relief der tengristischen Fruchtbarkeitsgöttin Umay.
Außerdem verehrten die Protobulgaren auch die Sonne, den Mond und die damals bekannten fünf Planeten Jupiter, Venus, Merkur, Mars und Saturn.
In den Vielvölkerreichen der Bulgaren herrschte Religionsfreiheit. Bei den Protobulgaren gab es bereits in der Zeit, als sie am Nordufer des Schwarzen Meers lebten, christliche, jüdische und buddhistische Minderheiten. Archäologische Ausgrabungen und schriftliche Überlieferungen bestätigen dies.
2001 gaben bulgarische Forscher einem Gebirge in der Antarktis den Namen Tangra Mountains.

## Belege
1. ↑  Harald Haarmann: Protobulgaren, in: Lexikon der untergegangenen Völker, München 2005, S. 225. Allgemeiner Überblick bei: Ivan Dujcev: Bulgarien, in: Lexikon des Mittelalters, Bd. 2, Sp. 915 ff.; René Grousset: Die Steppenvölker, München 1970, S. 249; Heinz Siegert: Osteuropa – Vom Ursprung bis Moskaus Aufstieg, Panorama der Weltgeschichte, Bd. 2, hrsg. von Heinrich Pleticha, Gütersloh 1985, S. 46; Walter Pohl: Ein Jahrtausend der Wanderungen, 500–1500 (Memento des Originals vom 29. November 2011 im Internet Archive)  Info: Der Archivlink wurde automatisch eingesetzt und noch nicht geprüft. Bitte prüfe Original- und Archivlink gemäß Anleitung und entferne dann diesen Hinweis. (PDF; 2,1 MB). In: Wiener Enzyklopädie des europäischen Ostens 12, S. 134 ff., 147
2. 1 2 3 4 5 6  Hösch, Nehring, Sundhaussen: Lexikon zur Geschichte Südosteuropas. 2004, S. 553.
3. ↑  Hösch, Nehring, Sundhaussen: Lexikon zur Geschichte Südosteuropas. 2004, S. 139–140.
4. 1 2  Nikolaj Owtscharow: Geschichte Bulgariens. Kurzer Abriss, Lettera Verlag, Plowdiw 2006, ISBN 954-516-584-7
5. ↑  Harald Haarmann: Protobulgaren, in: Lexikon der untergegangenen Völker, München 2005, S. 225
6. ↑  René Grousset: Die Steppenvölker. München 1970, S. 249
7. ↑  Heinz Siegert: Osteuropa – Vom Ursprung bis Moskaus Aufstieg. (=Panorama der Weltgeschichte, Band 2) herausgegeben von Heinrich Pleticha, Gütersloh 1985, S. 46.
8. ↑  Zur umstrittenen Herkunft der Bulgaren siehe Daniel Ziemann: Vom Wandervolk zur Großmacht. Die Entstehung Bulgariens im frühen Mittelalter. Köln u. a. 2007, S. 32 ff.
9. ↑  Überblick zur Forschung bei Daniel Ziemann: Vom Wandervolk zur Großmacht. Köln u. a. 2007, S. 2 ff.
10. ↑  Vgl. Daniel Ziemann: Vom Wandervolk zur Großmacht. Köln u. a. 2007, S. 44ff.
11. ↑  Vgl. Daniel Ziemann: Vom Wandervolk zur Großmacht. Köln u. a. 2007, S. 95ff.
12. ↑  Max Vasmer: Russisches etymologisches Wörterbuch. Bd. 1, Heidelberg 1976 (1. Aufl. 1950), ISBN 3-533-00665-4, s. v. bojarin; russische Fassung online (Memento vom 29. September 2007 im Internet Archive)
13. ↑  Friedhelm Winkelmann u. a.: Prosopographie der mittelbyzantinischen Zeit. Bd. 1, de Gruyter, Berlin 1999, ISBN 3-11-015179-0, S. 62–63.
14. ↑  Paulus Diaconus: Historia Langobardorum 5, 29.
15. ↑  Über die Kultur der Bulgaren in Italien
16. ↑  Vasil Slatarski: Geschichte der Bulgaren I: Von der Gründung des bulgarischen Reiches bis zur Türkenzeit (679–1396). Bulgarische Bibliothek 5, Leipzig 1918
17. ↑  Rüdiger Schmitt: Iranica Protobulgarica: Asparuch und Konsorten im Lichte der Iranischen Onomastik. In: Academie Bulgare des Sciences, Linguistique Balkanique, XXVIII (1985), H. l, S. 13–38.
18. ↑  Rüdiger Schmitt: Asparuch und Konsorten im Lichte der iranischen Onomastik. In: Linguistique Balkanique 28, 1958, S. 20–30 Volltext
19. ↑  Steven Runciman: A History of the First Bulgarian Empire. London 1930, S. 19–30, 273–78.
20. ↑  D. M. Lang, Asparukh. In: Encyclopædia Iranica
21. ↑  Vgl.: Die Inschriften und das Alphabet der Protobulgaren, Petar Dobrew; Georgi Bakalow, Wenig bekannte Tatsachen aus der bulgarischen Geschichte; Boschidar Dimitrow, 2005. 12 мита в българската история (bulgarisch)
22. ↑  Inschrift und Alphabet der Protobulgaren: второе (TANGRA) восходит к тому же корню, что и шумерское Dingir
23. ↑  University of Saskatchewan, Andrei Vinogradov, Abteilung für Religionswissenschaft und Anthropologie, November 2003 Seite 78 (Memento des Originals vom 24. August 2006 im Internet Archive)  Info: Der Archivlink wurde automatisch eingesetzt und noch nicht geprüft. Bitte prüfe Original- und Archivlink gemäß Anleitung und entferne dann diesen Hinweis. (PDF; 1,6 MB)
24. ↑  Siehe hier unter Perpenikon (Memento des Originals vom 7. Dezember 2006 im Internet Archive)  Info: Der Archivlink wurde automatisch eingesetzt und noch nicht geprüft. Bitte prüfe Original- und Archivlink gemäß Anleitung und entferne dann diesen Hinweis.
25. ↑  Bojidar Dimitrov: Bulgaria Illustrated History. 1994